# Landschaftsschutzgebiet Grütebach östlich Niederbarkhausen

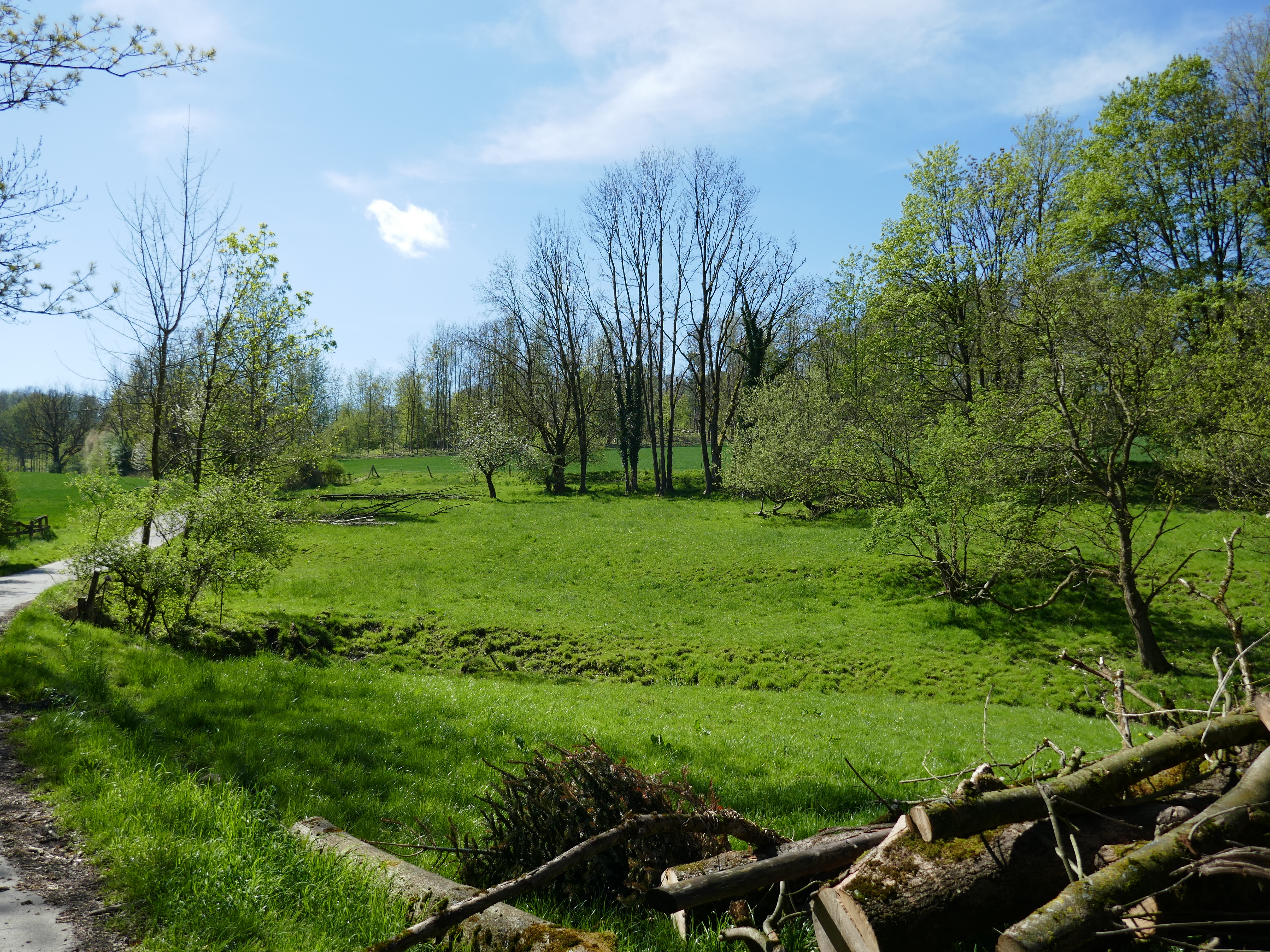
Landschaftsschutzgebiet Grütebach östlich Niederbarkhausen

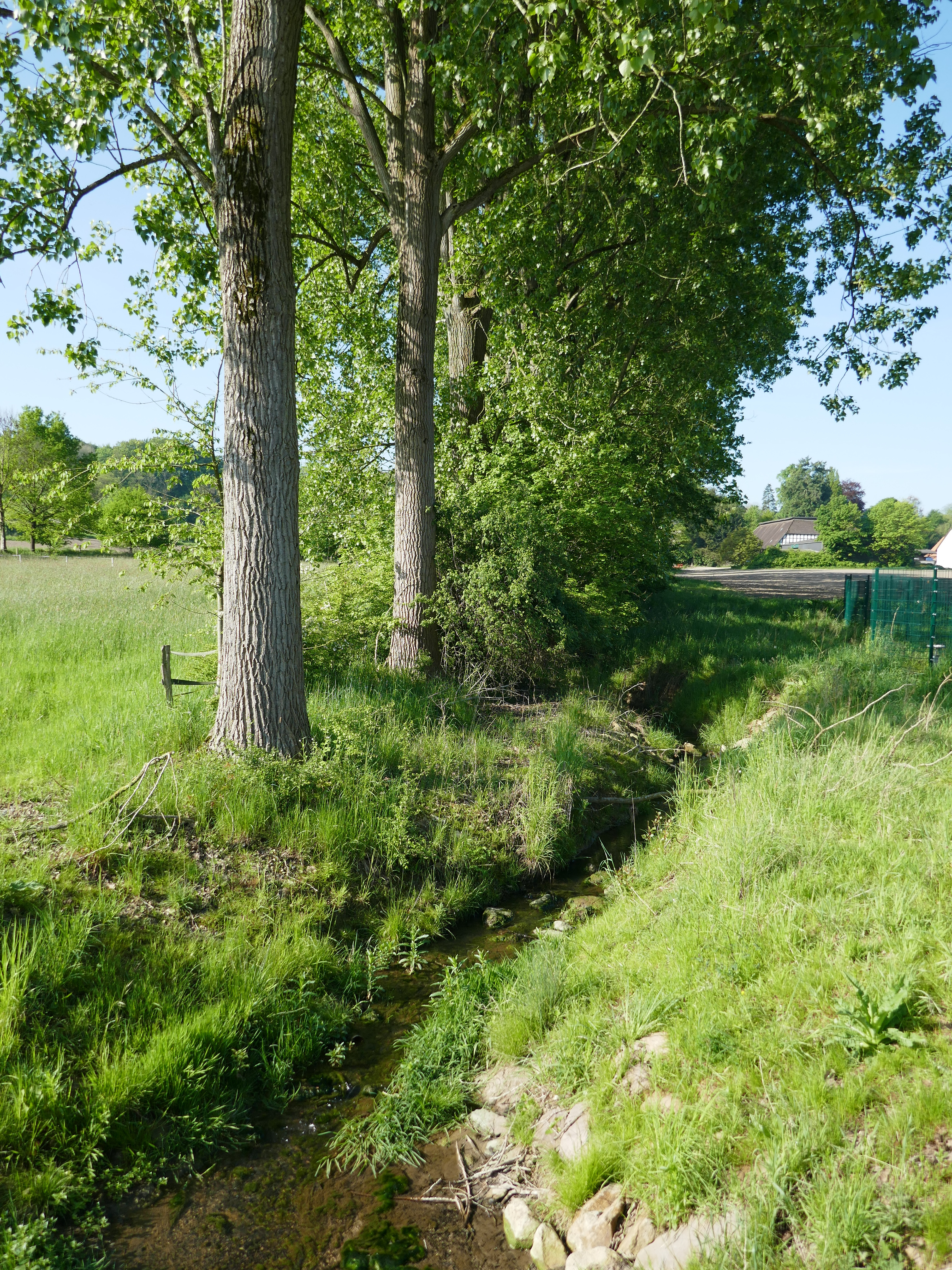
Grütebach im Landschaftsschutzgebiet

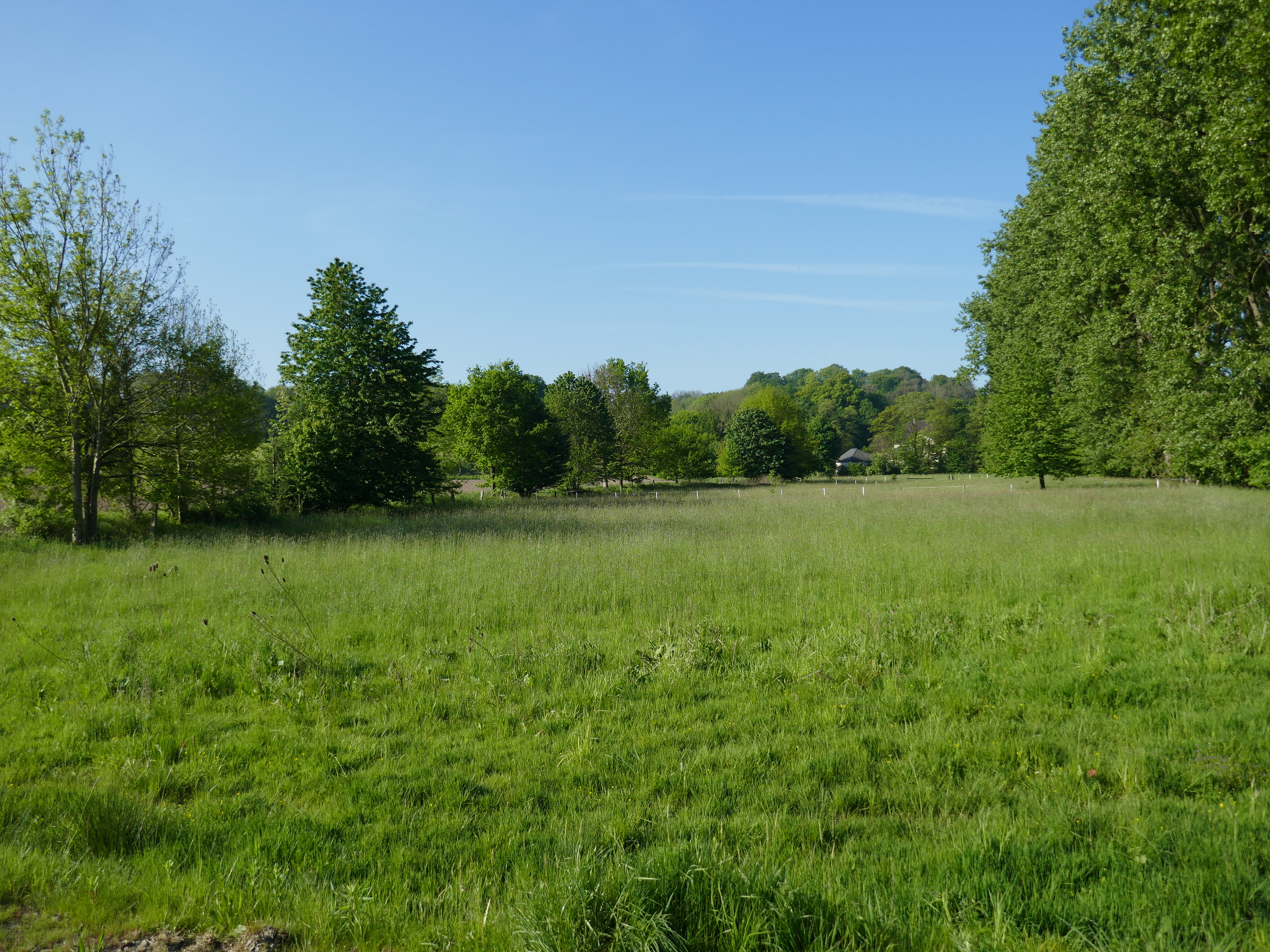
Grünlandbereich im LSG

Das Landschaftsschutzgebiet Grütebach östlich Niederbarkhausen mit etwa 3,5 ha Flächengröße liegt südlich der Bebauung von Asemissen im Gemeindegebiet von Leopoldshöhe. Es wurde 2001 mit dem Landschaftsplan Nr. 2 Leopoldshöhe/Oerlinghausen-Nord durch den Kreistag des Kreises Lippe als Landschaftsschutzgebiet (LSG) ausgewiesen. Südlich grenzt direkt das Naturschutzgebiet Grüte an. Nördlich grenzt die  Bundesstraße 66. Westlich grenzt direkt das Gut Barkhausen.

## Beschreibung
Das LSG umfasst Grünlandtalbereiche des Grütebaches. Zum LSG gehört eine östlich anschließende Obstwiese und ein kleiner Laubwaldbereich. Am Grütebach stehen Ufergehölze. Im LSG mäandrierend der Oberlauf des Baches stehen überwiegend Weiden, Eschen und Kopfweiden. Der nördliche Bachabschnitt ist begradigt und  Pappeln stehen am Bach.

## Schutzzwecke für das LSG
Laut Landschaftsplan erfolgte die Ausweisung des LSG
- „zur Erhaltung und Wiederherstellung der Leistungsfähigkeit des Naturhaushaltes mit seinen vielfältigen Funktionen Wasserschutz, Klimaschutz, Bodenschutz, Biotop- und Artenschutz in einem durch Siedlungsbereiche, Streubebauung und Verkehr stark beanspruchten und z.T. beeinträchtigten Raum,“
- „zur Erhaltung der Nutzungsfähigkeit der Naturgüter,“
- „zur Erhaltung und Entwicklung des für den Planungsraum typischen Landschaftsbildes mit seinen prägenden Tälern, naturnahen Waldbeständen, geomorphologischen Ausprägungen und gliedernden und belebenden Elementen,“
- „zur Erhaltung und Sicherung der besonderen Bedeutung des Planungsraumes für die Erholung.“[1]

## Rechtliche Vorschriften
Im Landschaftsschutzgebiet ist unter anderem das Errichten von Bauten und Fischteichen verboten. Grün- und Brachland darf nicht in eine andere Nutzungsart umgewandelt oder umgebrochen werden.